# Clover
Clover is een plaats (town) in de Amerikaanse staat South Carolina, en valt bestuurlijk gezien onder York County.

## Demografie
Bij de volkstelling in 2000 werd het aantal inwoners vastgesteld op 4014. In 2006 is het aantal inwoners door het United States Census Bureau geschat op 4427, een stijging van 413 (10,3%).

## Geografie
Volgens het United States Census Bureau beslaat de plaats een oppervlakte van 7,3 km², geheel bestaande uit land. Clover ligt op ongeveer 258 m boven zeeniveau.

## Stedenband
- Larne, Verenigd Koninkrijk

## Plaatsen in de nabije omgeving
De onderstaande figuur toont nabijgelegen plaatsen in een straal van 20 km rond Clover.